# Evangelische Kirche Gröditz

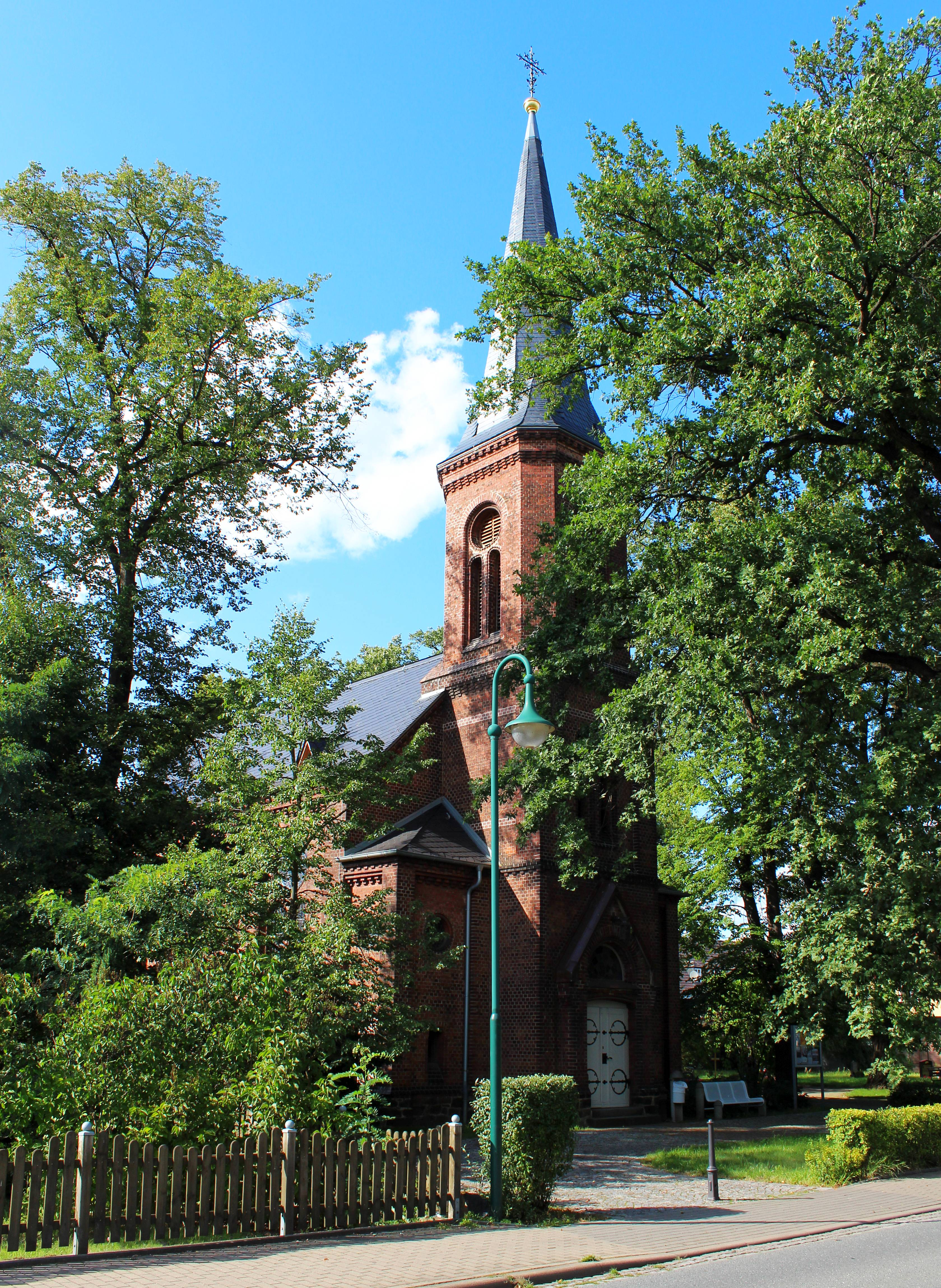
Evangelische Kirche Gröditz

Die evangelisch-lutherische Kirche Gröditz ist ein denkmalgeschütztes Kirchengebäude in der Kleinstadt Gröditz im sächsischen Landkreis Meißen. Hier ist die im neoromanischen Stil errichtete Kirche umgeben vom kirchlichen Friedhof im Ortszentrum zu finden.

## Baugeschichte
Gröditz war ursprünglich im benachbarten Frauenhain eingepfarrt, wo sich einer der ältesten Kirchenstandorte der unmittelbaren Umgebung befindet. Die ältesten Bestandteile der Frauenhainer Kirche sollen bereits aus dem 13. Jahrhundert stammen. Der Bischof von Naumburg besaß zu jener Zeit am Standort des späteren Frauenhainer Schlosses ein Herrenhaus, welches ihm in der Region als Unterkunft diente.

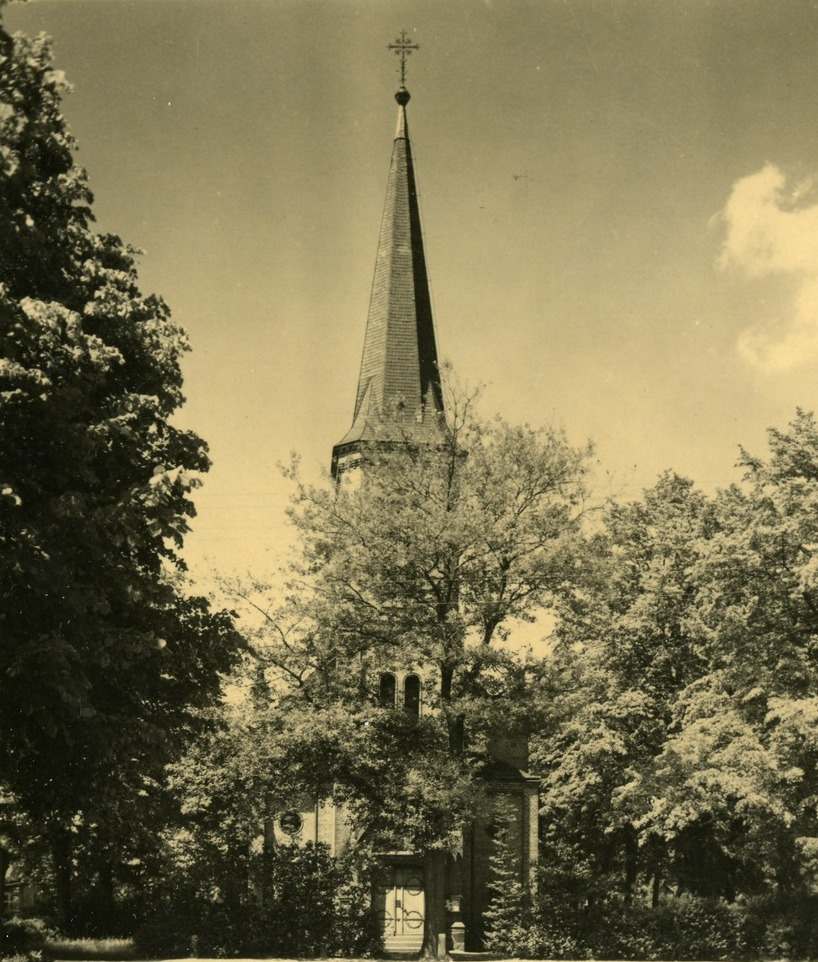
Die evangelische Kirche um 1955

Das Dorf Gröditz, welches einst zur Herrschaft Saathain gehörte, entwickelte sich durch die Ansiedlung des Einsiedelschen Eisenhammers im Jahre 1779 zum Industriestandort. Der Ort erfuhr ein großes Bevölkerungswachstum. Allein zwischen den Jahren 1848 und 1890 hatte sich die hiesige Bevölkerungszahl mehr als verfünffacht. Es wurde eine eigene Kirche im Ort notwendig und schließlich wurde in den Jahren 1890 und 1891 das noch heute bestehende Bauwerk errichtet. Als Baumeister wird Theodor Quentin (1851–1905) angegeben. Der Architekt gilt stilistisch als Vertreter der Neogotik. Er hatte sich zu Lebzeiten besonders in Sachsen und Thüringen im Bereich des Sakralbaus einen Namen gemacht.
Eröffnet wurde das Bauwerk am 14. Dezember 1891. Die Baukosten für die Gröditzer Kirche beliefen sich letztlich auf 35.854 Reichsmark.
Im Jahre 1950 wurde die Inneneinrichtung der Kirche verändert. Außerdem wurde eine umfangreiche Renovierung des Bauwerks vorgenommen, in deren Zuge unter anderem die Ausmalung des Innenraums verändert und schadhafte Fenster ersetzt wurden. Des Weiteren bekam die Kirche eine Elektroheizung, welche die ursprünglich vorhandenen Öfen ersetzte. 1990 kam es dann erneut zu umfangreichen Restaurierungsarbeiten am Bauwerk. Weitere Sanierungsarbeiten im Außenbereich wurden im Jahre 2014 vorgenommen.

## Baubeschreibung
Bei der evangelischen Kirche in Gröditz handelt es sich um einen im neuromanischen Stil errichteten Klinkerbau aus dem 19. Jahrhundert. Die Saalkirche befindet sich auf einem Bruchsteinsockel und besitzt ein Satteldach. Im Osten befindet sich ein rechteckiger 29,64 Meter hoher Turm mit einem achteckigen, schiefergedeckten Dach. Die Chorseite und die beiden Längsseiten des Schiffs sind durch Fenster und Lisenen gegliedert. Unterhalb des Dachgesimses befindet sich ein umlaufender plastischer Würfelfries.
Das Innere der Kirche ist von einer flachen Decke und einer Westempore geprägt. Der Chor besitzt einen Triumphbogen, der ihn vom restlichen Kirchenschiff abgrenzt. Auf der Westempore ist auch die Orgel der Kirche zu finden.

## Ausstattung
Als prägendes Element im Inneren der Kirche ist ein großer schmiedeeiserner Radleuchter zu finden. Ausgestattet ist der Sakralbau mit einem dreiteiligen steinernen Altar mit einer zentralen hölzernen Figurengruppe. Diese Figurengruppe stellt Jesus am Kreuz und eine Familie in anbetender Haltung dar. Weiterhin sind in der Kirche eine hölzerne Kanzel und ein Taufstein zu finden. Beide stammen aus der Meißner Tischlerei Große und sind eine Stiftung des Kommerzienrates Ludwig Albert Julius Niethammer (1833–1908), der 1883 das Gröditzer Zellstoffwerk gegründet hatte.

## Orgel
Die heute in der Gröditzer Kirche vorhandene Orgel wurde im Jahr 1891 vom Dresdener Orgelbaumeister Bruno Kircheisen geschaffen. Das Instrument mit mechanischer Kegellade wurde 1961 durch die Firma Schmeisser um ein Rückpositiv mit Schleiflade erweitert. Es hat 12 Register, die auf zwei Manuale und Pedal verteilt sind. Die letzte Generalüberholung wurde 2016 vorgenommen.
 Das Instrument hat folgende Disposition:
| I Rückpositiv C–f3 |                  |      |
| 1.                 | Gedackt          | 8′   |
| 2.                 | Rohrflöte        | 4′   |
| 3.                 | Prästant         | 2′   |
| 4.                 | Sesquialter rep. | 2⁄3′ |
| 5.                 | Zimbel II        | 1⁄2′ |

| II Hauptwerk C–f3 |             |       |
| 6.                | Prinzipal   | 8′    |
| 7.                | Rohrgedackt | 8′    |
| 8.                | Oktave      | 4′    |
| 9.                | Waldpfeife  | 2′    |
| 10.               | Sifflöte    | 1′    |
| 11.               | Mixtur IV   | 1 ⁄3′ |

| Pedal C–d1 |         |     |
| 12.        | Subbass | 16′ |

- Koppeln:  II/I, I/P, II/P

## Grabmäler und Gedenken
Der Gröditzer Kirche schließt sich unmittelbar der kirchliche Friedhof an. Etwa für 700 Grabstellen bietet der Friedhof Platz. Davon sind derzeit etwa 180 belegt.

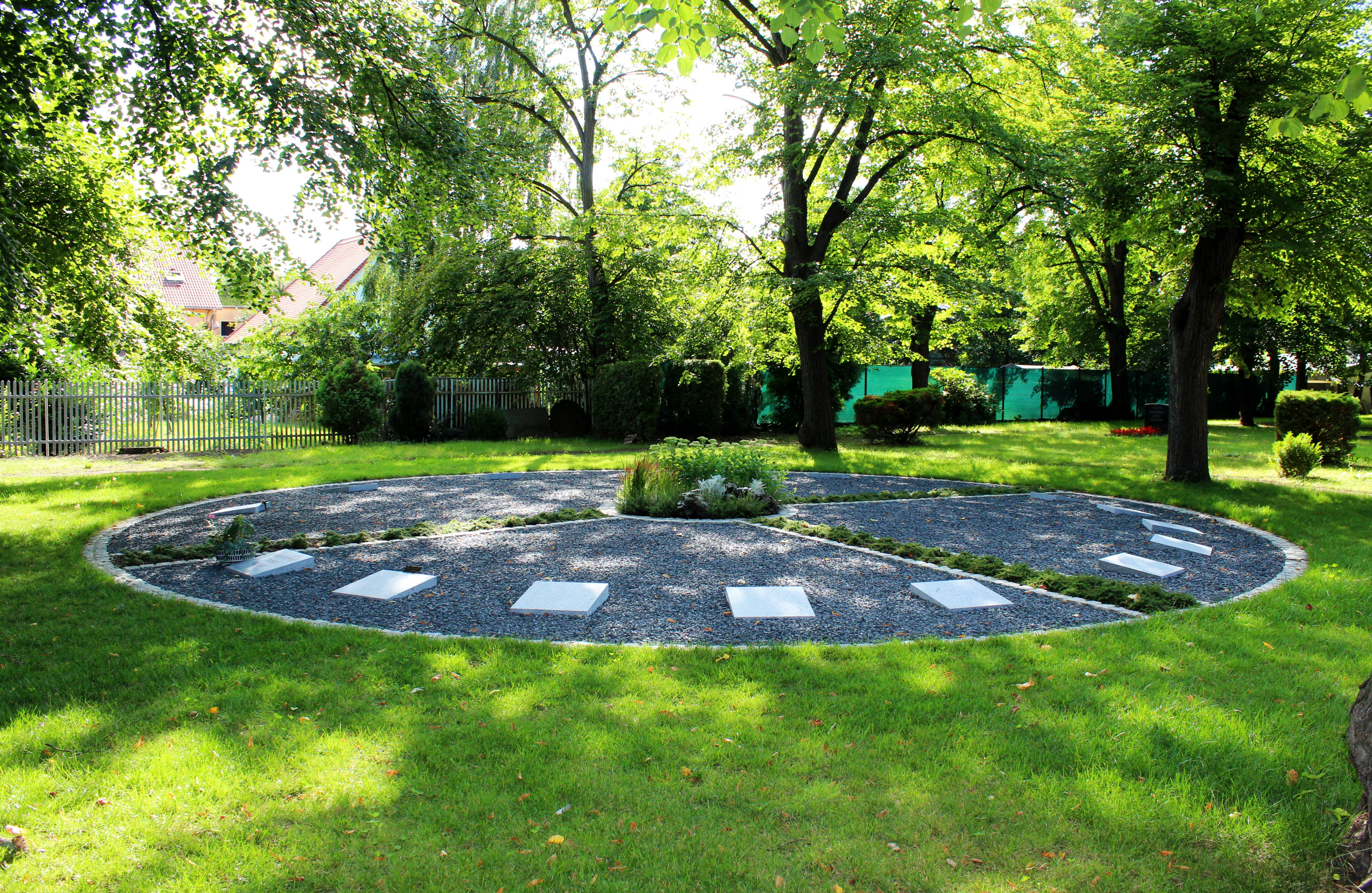
Gemeinschaftsgrabanlage
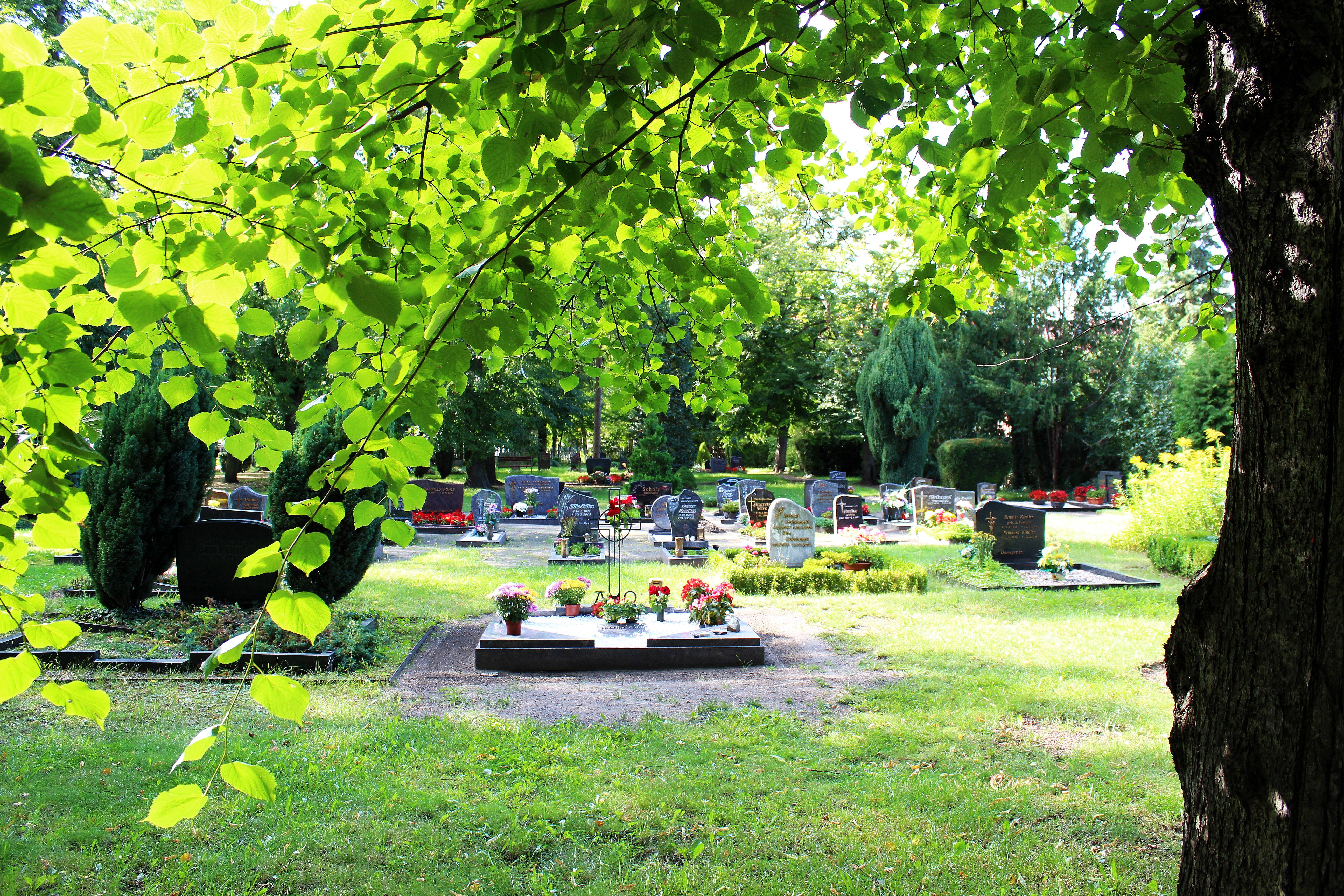
Evangelischer Friedhof
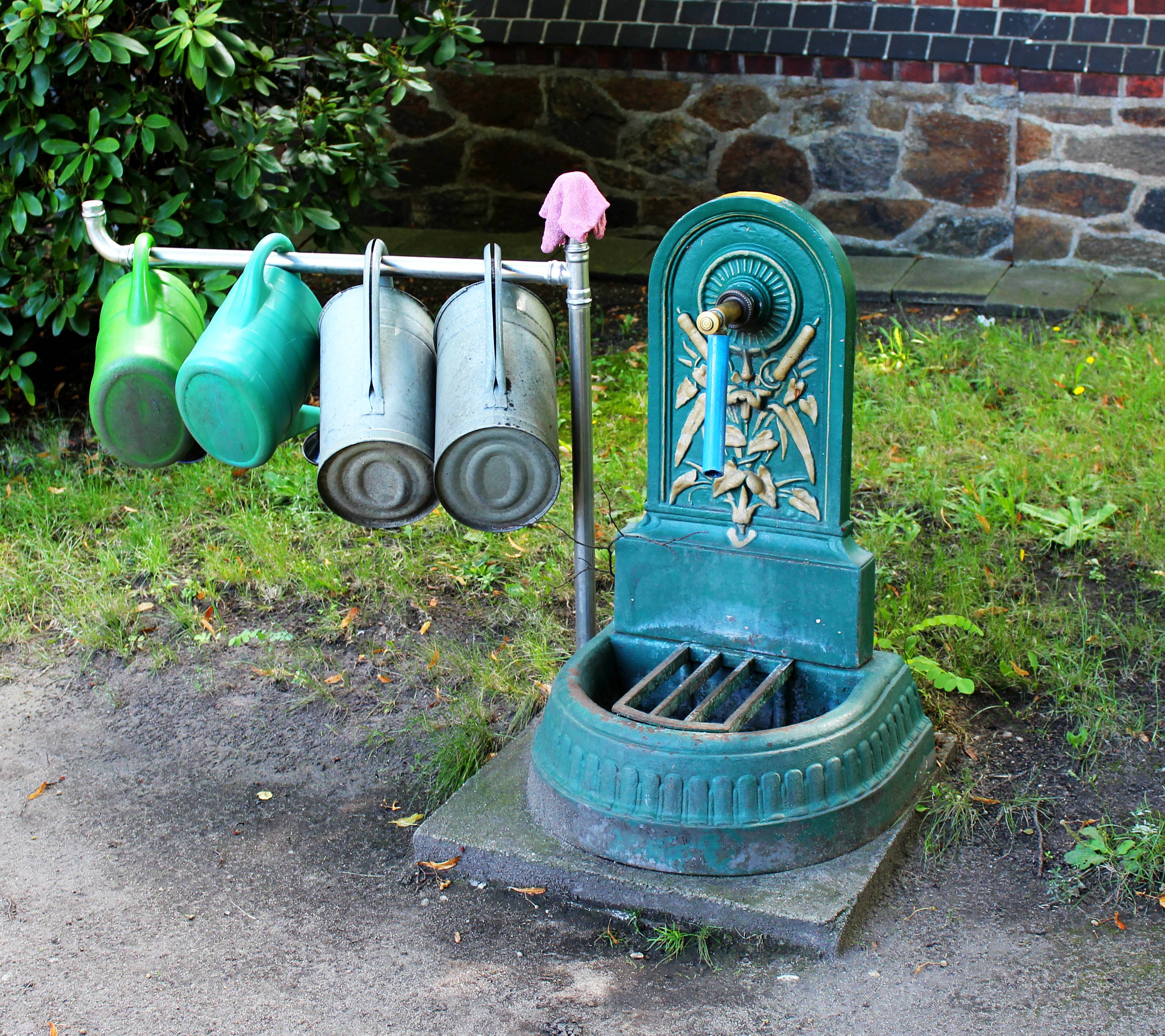
Wasserbrunnen auf dem Friedhof

Auf der dem Bauwerk gegenüberliegenden Straßenseite ist der Zentrale Denkmalsplatz zu finden, wo ein Denkmal aufgestellt ist, welches an die in den beiden Weltkriegen gefallenen Einwohner des Ortes erinnert. Im Jahre 1994 wurde der Platz neugestaltet.

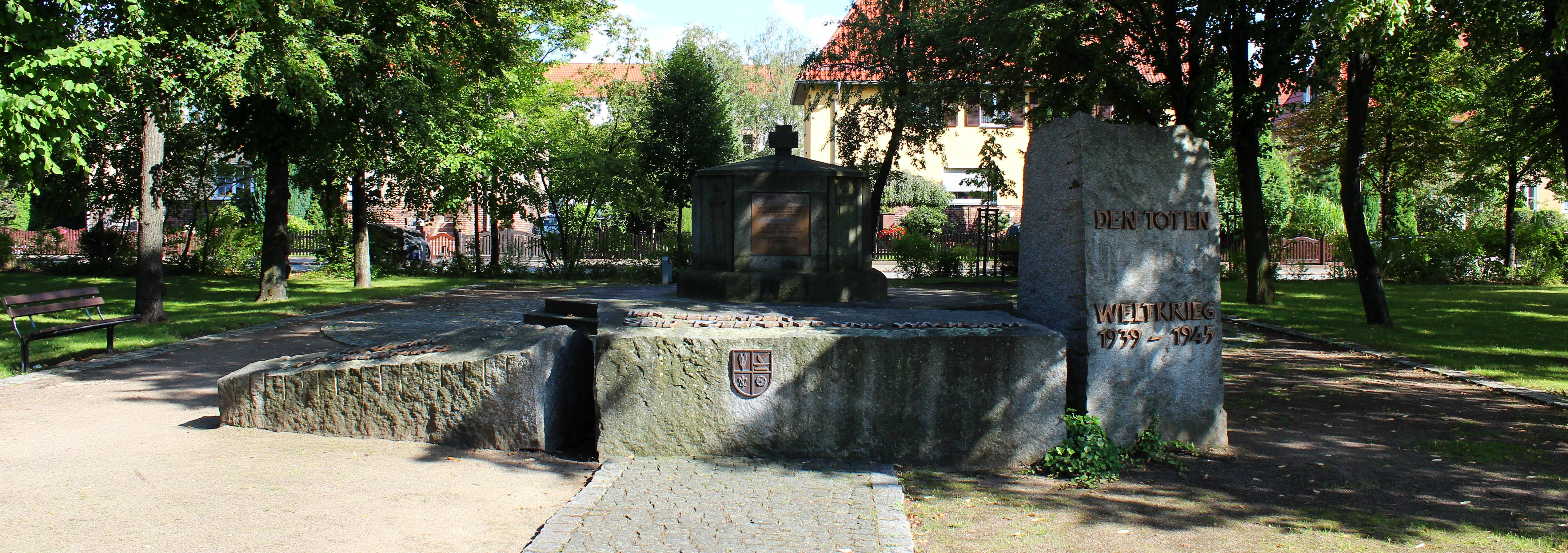
Denkmalsplatz

Im Sommer 2016 wurde auf dem benachbarten kirchlichen Friedhof eine Gemeinschaftsgrabanlage in Form eines Rondells mit zehn Meter Durchmesser geschaffen. Etwa 6.500 Euro hatte die Kirchgemeinde in die Anlage, deren äußerer Kreis aus Granitsteinen besteht, investiert.